# Domenico Lorenzo Ponziani
(Ponziani, Il giuoco incomparabile)
Domenico Lorenzo Ponziani (Modena, 9 novembre 1719 – Modena, 15 luglio 1796) è stato un professore di diritto, sacerdote, compositore e teorico di scacchi.

## Biografia
All'età di ventitré anni si laureò in Diritto presso l'Università di San Carlo ed all'età di ventisei anni già insegnava Diritto civile all'Università degli studi di Modena.
All'età di quarantacinque anni nel 1764 decise di darsi al sacerdozio, divenendo nel 1766 canonico nel Duomo di Modena.
Per le insistenze di Ercole Del Rio consentì nel 1769 a dare alle stampe il suo trattato sul gioco degli scacchi, e come Del Rio anche lui preferì celarsi sotto uno pseudonimo di "Autore Modenese" la cui somiglianza con lo pseudonimo di Del Rio (l'Anonimo Modenese) fu poi causa di non pochi equivoci.
Nel 1772 si ritirò in pensione con il titolo di professore onorario, nel 1784 divenne vicario generale e l'anno successivo vicario capitolare.
Morì a Modena nel 1796 ed è sepolto nel Duomo di Modena.

## Opere
- Il giuoco incomparabile degli scacchi sviluppato con nuovo metodo, 1769